# Communion (Adoro te)
Pour les articles homonymes, voir Communion (homonymie).
La Communion (Adoro te), op. 149, est une œuvre de Mel Bonis.

## Composition
Mel Bonis compose sa Communion pour orgue ou harmonium avant 1937, date à laquelle se fait la première édition. L'œuvre est rééditée par les maisons Carrara en 1971 et Armiane en 2011.

## Analyse
Cette pièce devait vraisemblablement faire partie d'un projet de Dix Pièces pour orgue, qui n'a jamais vu le jour. L'œuvre fait explicitement référence à la paraliturgie  catholique. Elle fait aussi partie de ces œuvres qui proviennent au départ d'une œuvre antérieure pour chœur : Adoro te ; dans le cas de cette communion, il s'agit principalement d'une transcription.

## Sources
- Étienne Jardin, Mel Bonis (1858-1937) : parcours d'une compositrice de la Belle Époque, 2020 (ISBN 978-2-330-13313-9 et 2-330-13313-8, OCLC 1153996478, lire en ligne)